# فردیناند کاراپتیان
فردیناند کاراپتیان Ferdinand Karapetian Ֆերդինանտ Կարապետյան(۱۹ دسامبر ۱۹۹۲) جودوکاران اهل ارمنستان است که در وزن منهای ۷۳ کیلوگرم قهرمانی جودو اروپا در سال ۲۰۱۸ به نشان طلا دست یافت.